# Дзанино ди Пьетро
Дзанино ди Пьетро (итал. Zanino di Pietro; 1380—1448; работал в 1389—1437 годах) — итальянский живописец периода проторенессанса.

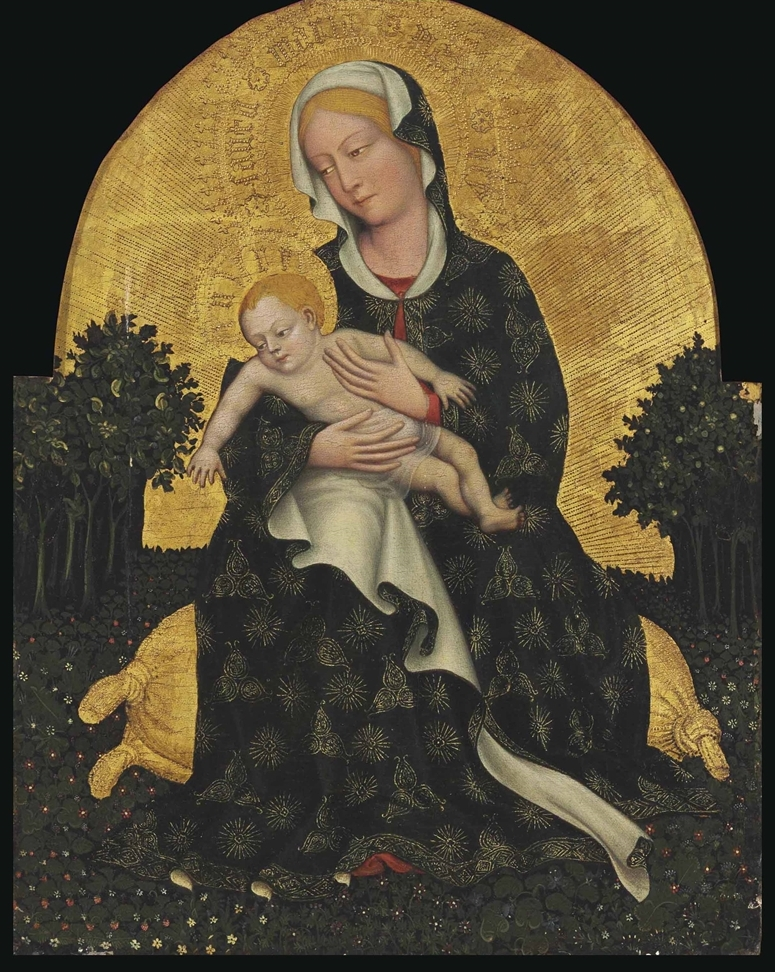
Мадонна Смирение. Частное собрание. В работе видно сильное влияние Джентиле да Фабриано

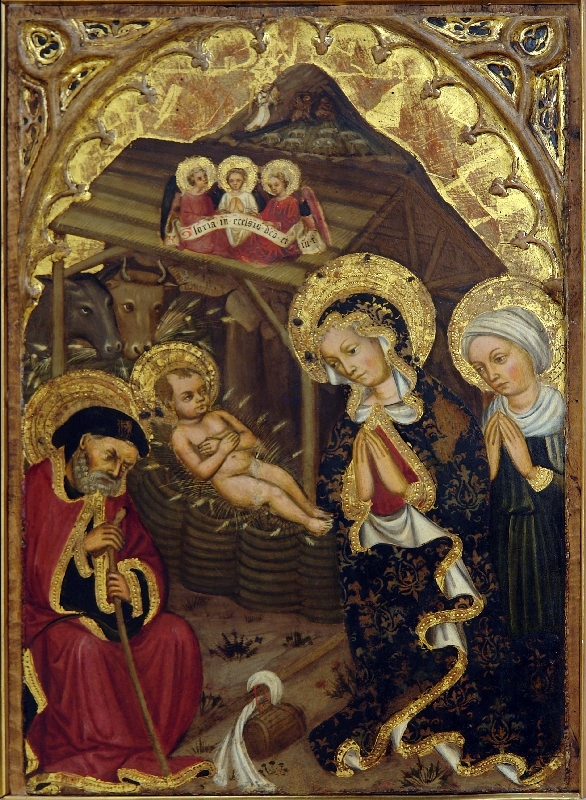
Поклонение младенцу Христу. Музей Коррер, Венеция

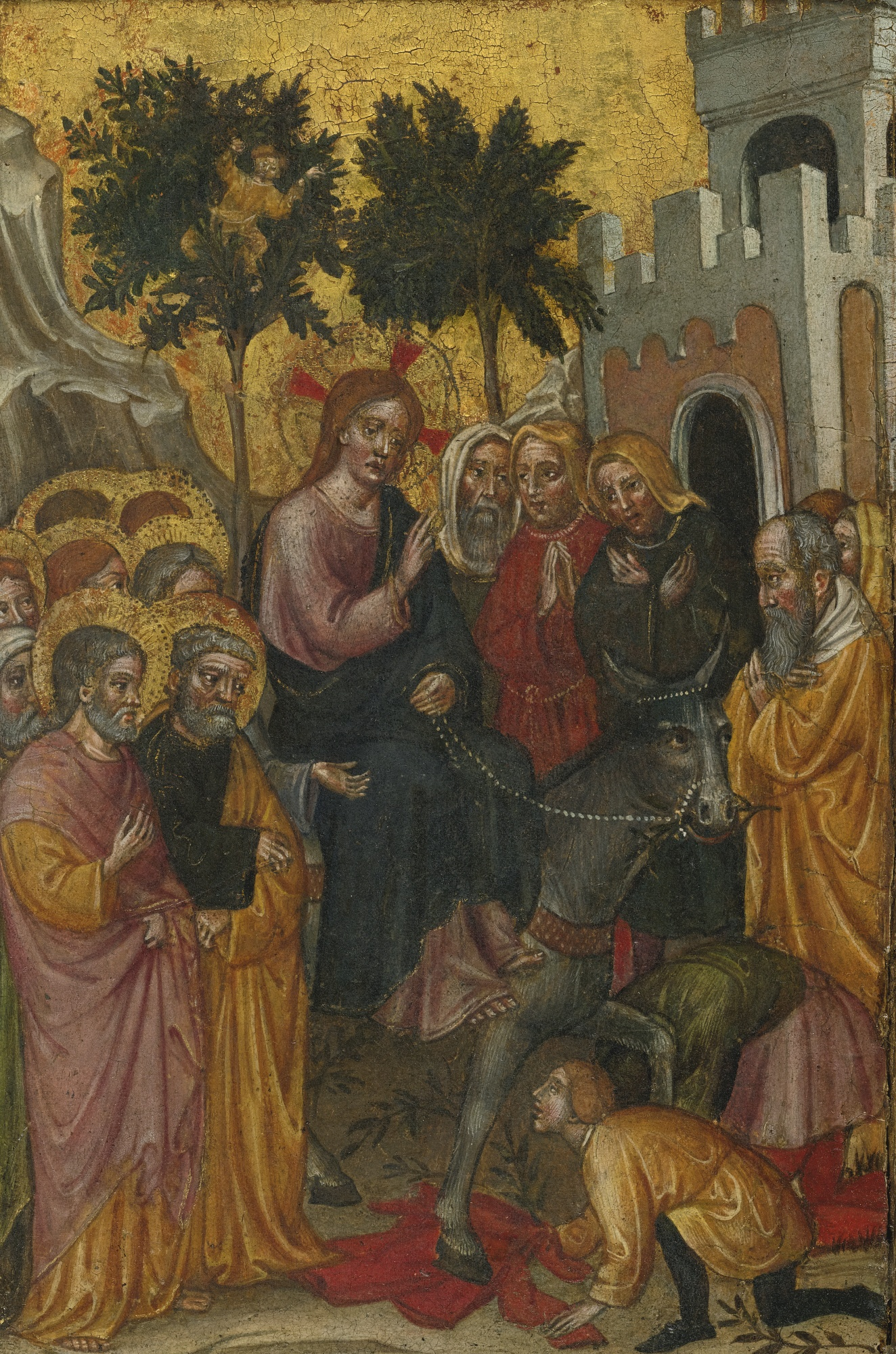
Въезд Христа в Иерусалим. Частное собрание

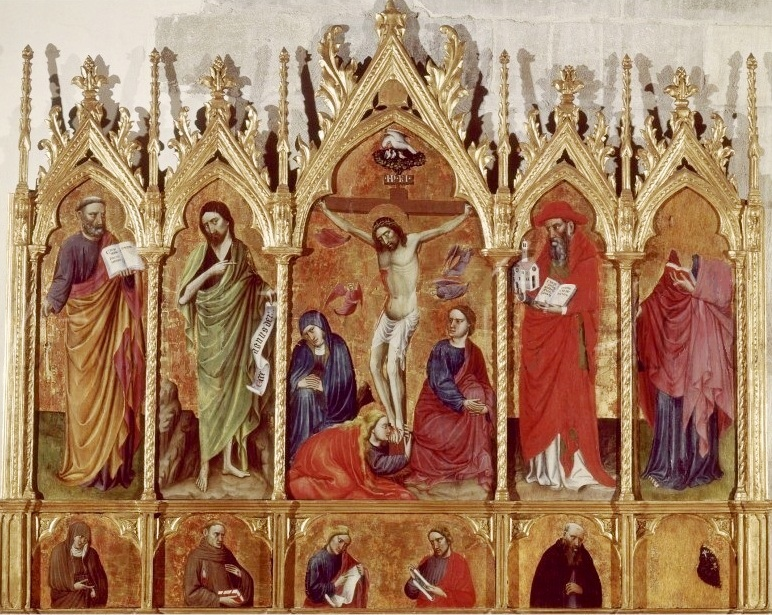
Полиптих «Распятие со святыми». Ок. 1410. Авиньон, Музей Пти-Пале

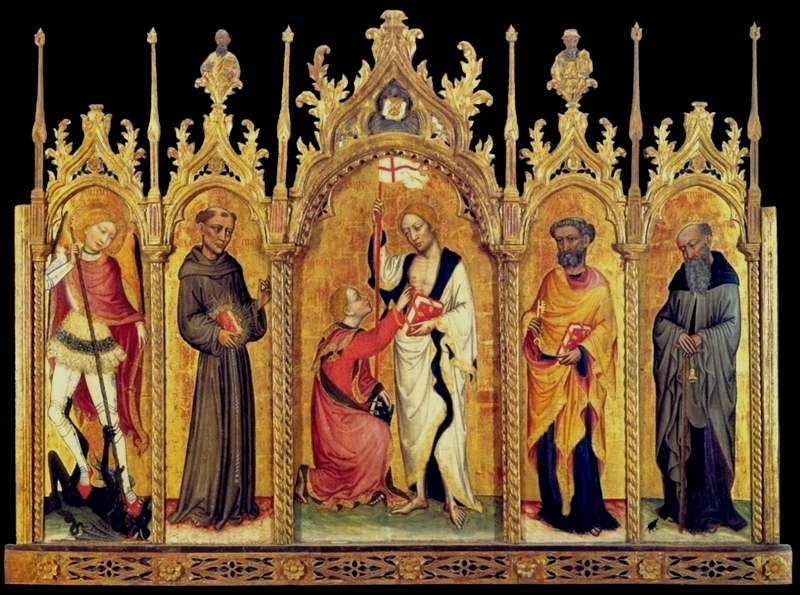
Полиптих «Неверие Фомы со святыми». Городская пинакотека, Момбароччо

## Биография
Дзанино ди Пьетро был ведущим живописцем раннего венецианского кватроченто наряду с Якобелло дель Фьоре и Николо ди Пьетро, однако с именем этого художника связана довольно запутанная история исследований и предположений, как это часто бывает в истории искусства, когда имеет место недостаток точных архивных данных.
Его имя впервые появляется в 1389 году в документах Болоньи, и затем, около 1405 года в подписи на триптихе из Риети: HOC OPUS DIPINXIT ZANINI PETRI HABITATOR VE[N]EXIIS I[N] C[ON]TRATA SA[NC]TE APOLLI[N]ARIS (произведение написано Дзанини, сыном Петра, жителем Венеции из прихода св. Аполлинария). Стилистические особенности триптиха свидетельствуют о сильном влиянии Николо ди Пьетро и выдающегося мастера интернациональной готики Джентиле да Фабриано.
В середине XX века итальянский историк искусства Ф. Дзери обратил внимание на то, что в области Венето сохранился целый ряд произведений, выполненных в такой манере, и среди них «Мадонна с младенцем на троне» с подписью другого автора (Рим, Национальный музей Палаццо Венеция). В нижней части этой картины развёрнут картуш, на котором готическим шрифтом обозначена дата 20 сентября 1429 года и подпись «Иоханнес из Франции написал» (JOH[ANN]ES DE FRANCIA PINXIT). Всё указывало на то, что это два разных автора, работавших в похожей манере, поэтому несколько десятков стилистически близких произведений, исполненных в Венето в начале XV века, длительное время были поделены между «итальянцем» Дзанино ди Пьетро и французом Жаном де Франция.
В 1985 году итальянская исследовательница Серена Падовани опубликовала работу, в которой предположила, и привела достаточно убедительные доказательства, что это один и тот же мастер французского происхождения, работавший в Венеции и Болонье, но по-разному подписывавший свои произведения (ит. Дзанино — форма имени Джованнино (Giovannino), которое есть итальянская разновидность библейского имени Иоанн (Johannes), и по-французски звучит как Жан). Гипотеза Серены Падовани в целом была принята искусствоведческим сообществом, поэтому в музейных и выставочных каталогах под произведениями Дзанино ди Пьетро стали писать сразу три имени: «Дзанино ди Пьетро/Джованни де Франция/Джованни Шарлье».
Все архивные данные о двух живописцах были сведены воедино. В результате высветилась картина обширной географии творчества художника и некоторые факты его биографии. В действительности его звали Жан Шарлье, он был сыном Пьера Шарлье. Точная дата его рождения не известна. В Венеции он впервые упомянут в завещании супруги от 1405 года, из которого следует, что Дзанино был женат на Франческине, дочери живописца и миниатюриста Марко Кортезе. В документе он фигурирует как Johannis q.m Petri de Francia (Иоханнес, сын усопшего Петра из Франции) и назван жителем прихода Св. Аполлинария, то есть в 1405 году художник имел венецианскую регистрацию и мастерскую. Основываясь на этих данных, исследователи предположили, что Дзанино мог родиться приблизительно в 1380 году.
По всей вероятности, он какое-то время работал у Николо ди Пьетро, поскольку влияние последнего прослеживается в большинстве произведений Дзанино. С 1389 по 1406 год «Дзанино сын усопшего Пьетро» отмечен в документах Болоньи, то есть ранний период его творчества связан с этим городом.
В 1407 году у него родился сын Франческо, что следует из завещания, составленного художником 19 апреля 1408 года. Далее, его имя несколько раз появляется в связи с судебными делами, куда он вызывался в качестве свидетеля (в 1408 году, и два раза в 1410 году). Из документа от 6 мая 1412 года следует, что Иоханнес де Петри «художник прихода Сант Аполлинаре» продал рабыню-татарку. Между 1412 и 1426 годом его имя в венецианских документах отсутствует; вполне вероятно, что в это время он работал в каких-то иных городах.
16 марта 1426 года «Зуан из Франции» (Зуан — это ещё один вариант имени Джованни, то есть Иоанн) получает плату за позолоту и роспись амвона в венецианской церкви делла Карита. В 1429 году он ставит свою подпись на картине «Мадонна с младенцем на троне» (ныне в музее Палаццо Венеция, Рим). 15 сентября 1431 года венецианский патриций и богатый предприниматель Марино Контарини поручает художнику украсить фасад Ка д’Оро росписями и позолотой (работа не сохранилась). В 1432 году Дзанино заключает с Контарини новое соглашение о создании декоративных украшений в Ка д’Оро. В 1435-36 годах он был занят украшением гробницы блаженного Пацифико в венецианской церкви Санта Мария Глориоза деи Фрари. В нотариальном акте от 3 марта 1448 года он упоминается уже как умерший, причём с фамилией «Шарлье» (его сын Франческо тоже носил эту фамилию). Местонахождение живописца с 1436 по 1448 год неизвестно.
Несмотря на стройность гипотезы Серены Падовани, у неё есть и противники, которые отмечают, что даже в тех двух произведениях, которые подписаны художником, наличествует стилистическая разница, которая может быть не только результатом творческой эволюции. В связи с этим фигура Дзанино ди Пьетро и круг его произведений остаются достаточно туманными, не имеющими чётких очертаний.

## Творчество
Дзанино ди Пьетро остался в истории искусства как внимательный, осторожный и педантичный интерпретатор интернациональной готики. Готическая традиция в венецианской живописи, начатая в конце XIV века такими мастерами как Лоренцо Венециано и Николо ди Пьетро, в начале XV века претерпела значительное обновление после того, как выдающийся мастер готики Джентиле да Фабриано в 1408 году приехал в Венецию и исполнил там ряд произведений. В 1410 году в Венеции работал другой выдающийся мастер интернациональной готики — Микелино да Безоццо. Новая, аристократически-утончённая манера живописи произвела сильное впечатление на местных мастеров, и на некоторое время стала образцом для подражания. Дзанино ди Пьетро был как раз тем художником, который создавал свои вариации, основываясь на этих образцах; он продвигал это новое готическое прочтение религиозных сюжетов во всех больших и малых городах, где ему доводилось работать: В Болонье, Венеции, Истрии, на побережье Марке, в Пулии и других южных районах Италии.

## Произведения
Дзанино ди Пьетро занимался исключительно религиозной живописью; он расписывал триптихи и полиптихи для церковных алтарей, работал в технике фрески, занимался книжной миниатюрой и создавал множество образов для совершения домашней молитвы (в основном это изображения «Мадонны с младенцем» исполненные в популярной в то время форме «Мадонны Смирение»). Сохранилось более шестидесяти работ, которые, так или иначе, связывают с именем Дзанино ди Пьетро. Бесспорными среди них являются только те две, что имеют подпись автора:

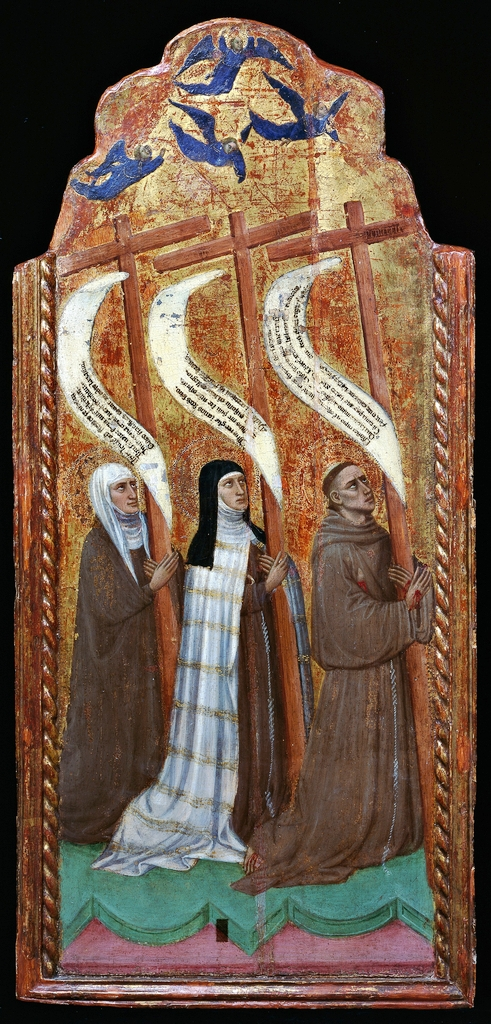
Триптих из Риети. Левая створка. Ок. 1410. Городской музей, Риети
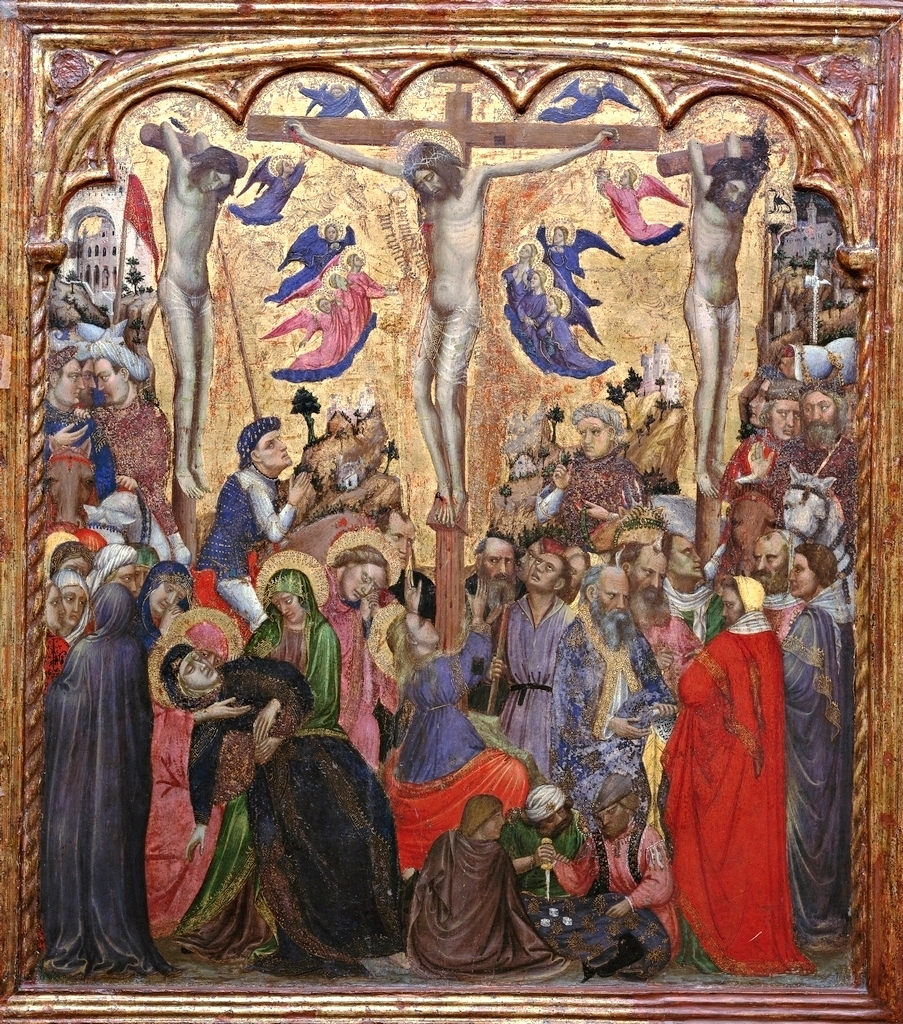
Триптих из Риети. Центральная панель "Распятие". Ок. 1410. Городской музей, Риети
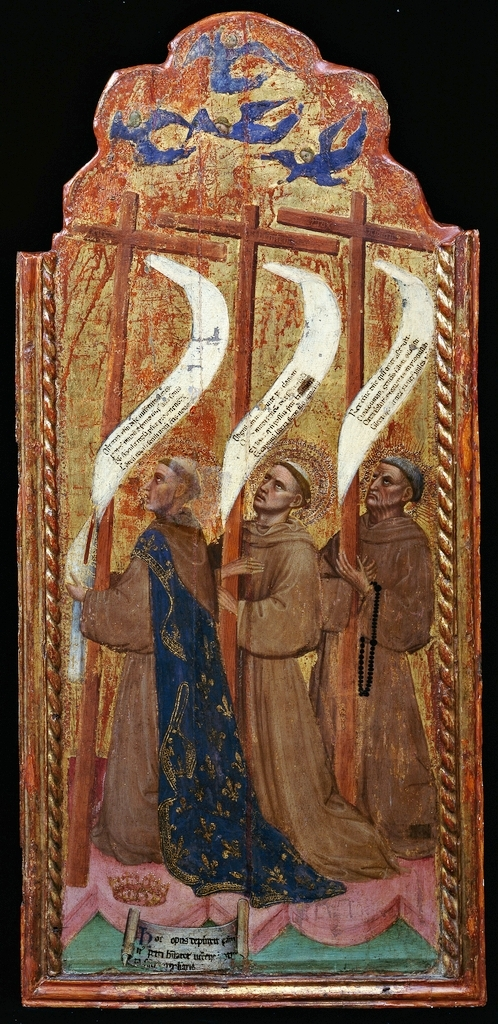
Триптих из Риети. Правая створка. Ок. 1410. Городской музей, Риети
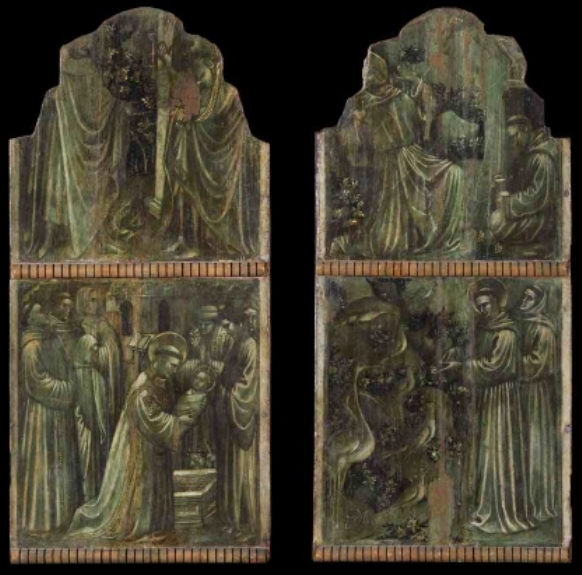
Триптих из Риети. Оборотная сторона створок. Ок. 1410. Городской музей, Риети

- 1. «Триптих из Риети». Был написан для францисканского санктуария в Фонтеколомбо приблизительно в 1410 году. На центральной панели (98,5 Х 88,5 см) изображена сцена Распятия, на левой и правой створках (94 Х 44 см каждая) — коленопреклонённые фигуры францисканских святых: св. Елизавета Венгерская, св. Клара и св. Франциск/ св. Людовик Тулузский, св. Антоний Падуанский и блаженный Герардо Мекатти из Вилламаньи. На оборотной стороне в технике гризайли написаны четыре сцены из истории францисканцев, взятые из книги св. Бонавентуры да Баньореджо. Ныне хранится в Городском музее, Риети.
- 2. «Мадонна с младенцем на троне» (104 Х 51 см). Имеет подпись и дату — 1429 год. Вероятно, когда-то была центральной панелью более сложной алтарной конструкции — триптиха или полиптиха, остальные части которых неизвестны. Хранится в Национальном музее Палаццо Венеция, Рим.

Все остальные работы Дзанино не имеют бесспорной атрибуции. По ходу исследований разные эксперты приписывали их разным авторам, работавшим в сходной манере. Среди этих произведений не вызывает серьёзной критики специалистов атрибуция художнику трёх полиптихов:
- 1 «Распятие со святыми» (ок. 1410 г., Авиньон, Музей Пти Пале). На центральной панели сцена «Распятия» с Богородицей, Марией Магдалиной, Иоанном, ангелами и пеликаном, кормящим птенцов своей кровью; на боковых панелях: св. Пётр, Иоанн Креститель, Св. Иероним и Елизавета Иерусалимская (?).
- 2 «Неверие Фомы со святыми» (1400е гг., Момбароччо, Городская пинакотека). На центральной панели «Неверие Фомы», на боковых панелях: Архангел Михаил, неизвестный святой, св. Пётр и св. Антоний-аббат.
- 3 «Полиптих трёх святых» представляет собой остатки разобранного полиптиха, с изображениями трёх святых: св. Николая Барийского, св. Андрея и св. Лючии. Ранее находился в церкви в Валькаречче деи Чинголи, ныне в Музее округа, Камерино.

В отношении многих работ, приписанных Дзанино, есть разночтения и сомнения в связи с тем, что они, оставаясь, на первый взгляд, в русле его стилистики, имеют мало точек соприкосновения с его подписанными работами. Тем не менее, по разным внешним признакам их зачисляют в каталог мастера. Среди них есть произведения на евангельские сюжеты и множество «Мадонн с младенцем», часть из которых обнаруживает следование образцам Джентиле да Фабриано.

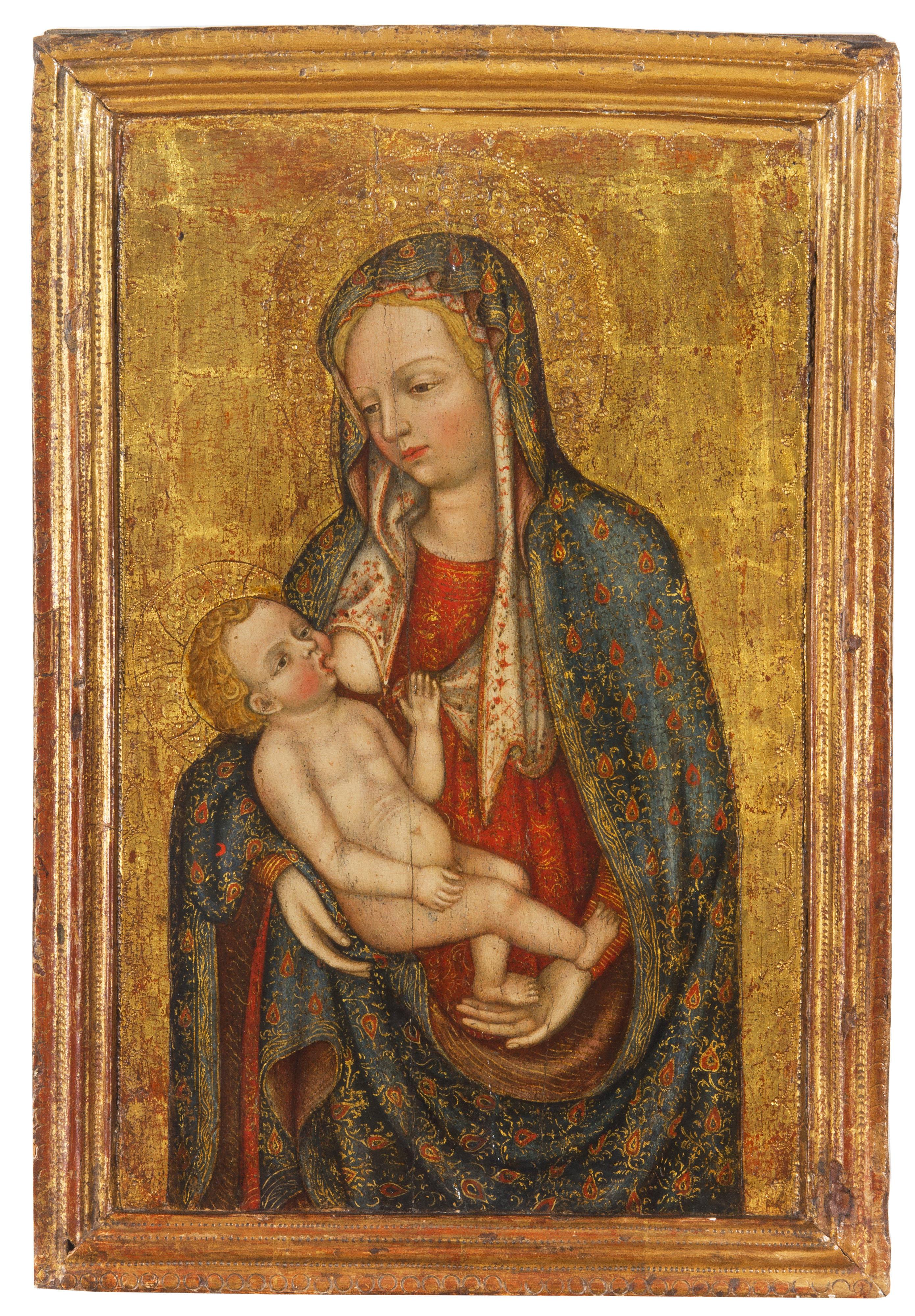
Мадонна с Младенцем. Частное собрание
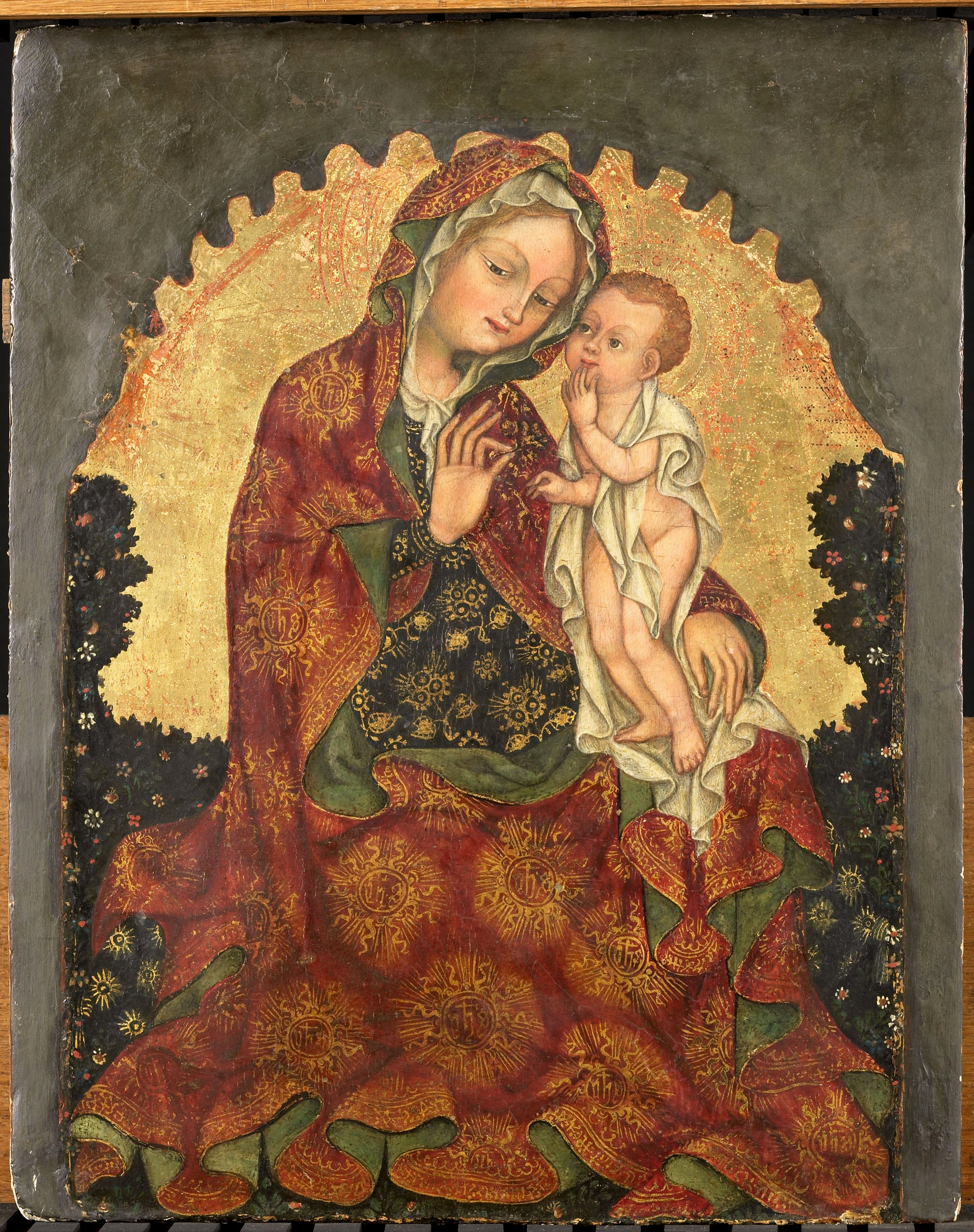
Мадонна Смирение. Рейксмюсеум, Амстердам
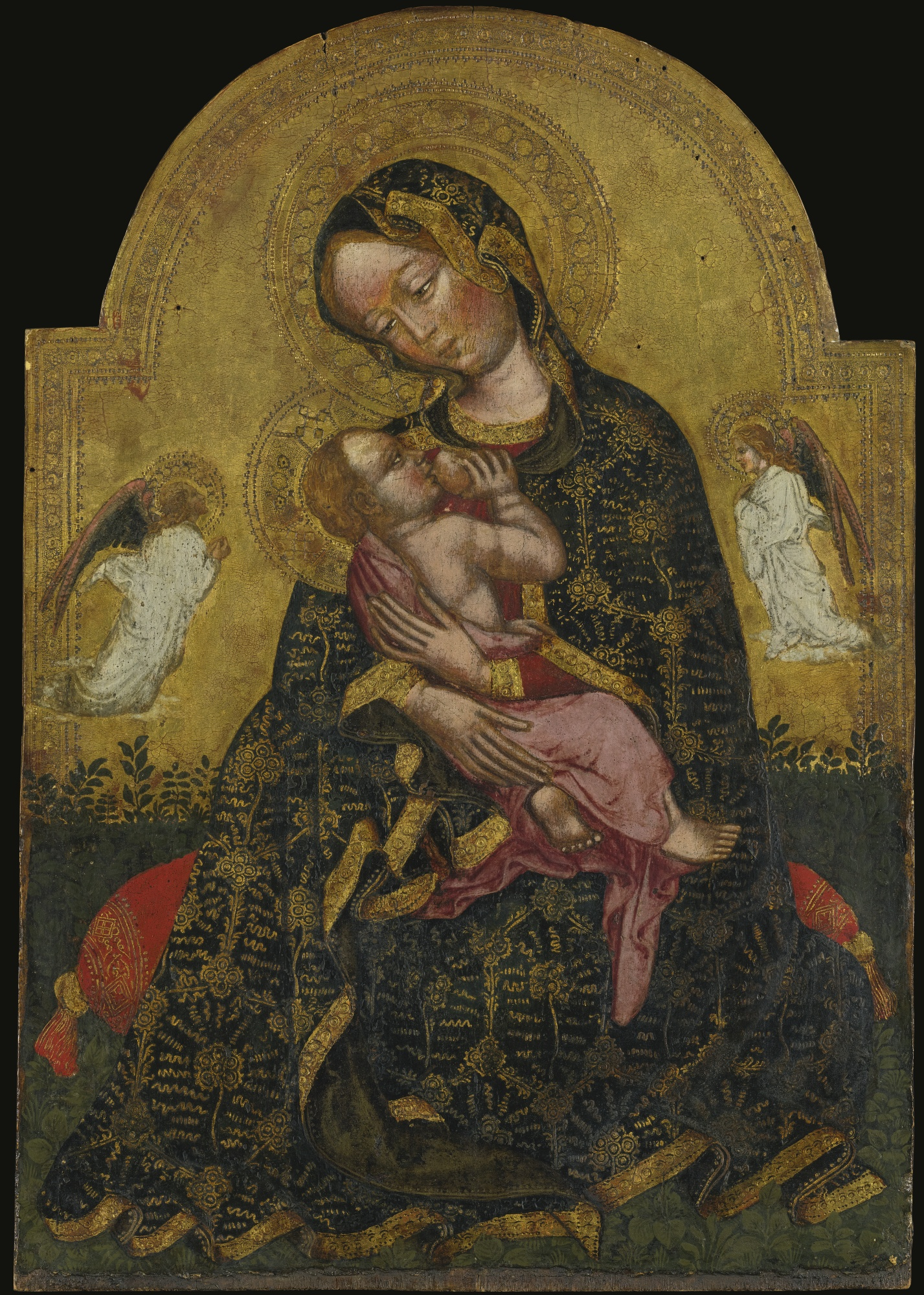
Мадонна Смирение и два ангела. Частное собрание
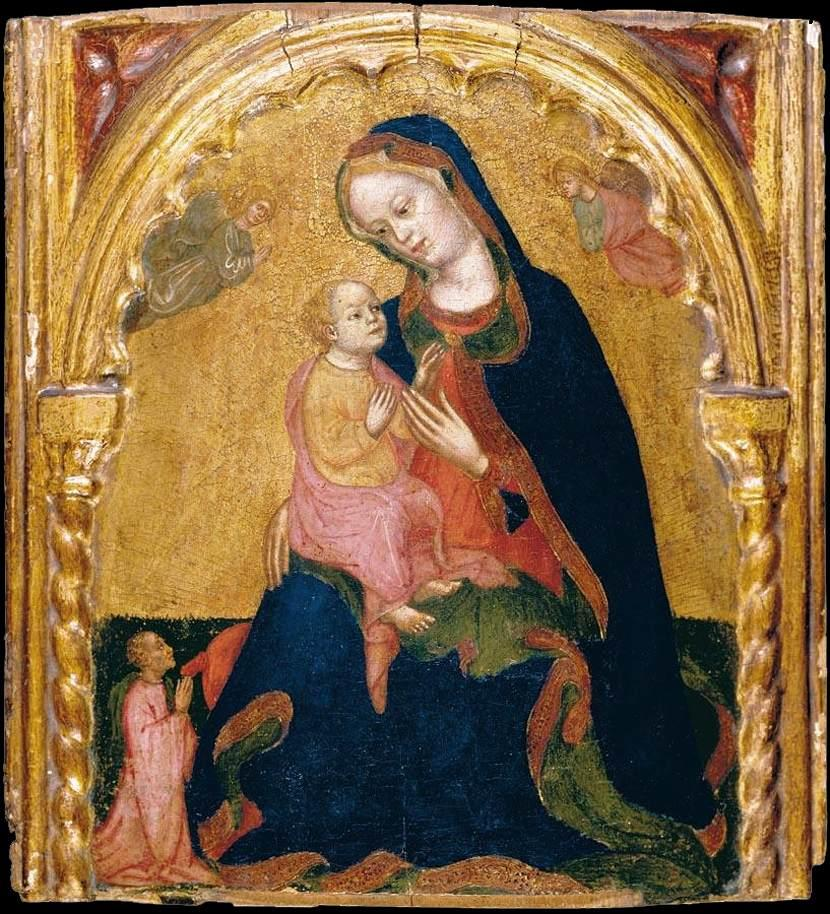
Мадонна Смирение с донатором и ангелами. Частное собрание